# 38245 Marcospontes
38245 Marcospontes è un asteroide della fascia principale. Scoperto nel 1999, presenta un'orbita caratterizzata da un semiasse maggiore pari a 2,8930208 UA e da un'eccentricità di 0,0824350, inclinata di 1,34716° rispetto all'eclittica.
L'asteroide è dedicato all'astronauta brasiliano Marcos Cesar Pontes.